# Sam Ashley
Sam Ashley (* 1955; † 13. Mai 2021) war ein US-amerikanischer Sänger und Performancekünstler.
Ashley arbeitete seit mehr als vier Jahrzehnten als experimenteller Künstler, wobei er sich mit der Trance in der Musik und der bildenden Kunst auseinandersetzte. Seine Arbeiten umfassten Solo-Performances, Klanginstallationen sowie zahlreiche Gemeinschaftsprojekte, mit denen er u. a. in den USA, Kanada, Europa, Japan, Indonesien und Kuba auftrat. Daneben produzierte er auch Instrumental-, Tonband-, elektronische und Computermusik und wirkte an Videoprojekten mit.
Er war Gründer und Leiter des Cactus Needle Project, eines Ensembles für elektronische und Computermusik, mit dem er fünf Jahre lang in den USA auftrat. Mit dem Duo AA Bee Removal produzierte er zehn Jahre lang Tonbandstücke. Außerdem produzierte er auch experimentelle Rundfunkspiele.
Mit Gustavo Matamoros tourte er mehrfach durch Deutschland. Als Mitglied der Opernkompagnie seines Vaters Robert Ashley sang er Hauptrollen in mehreren von dessen Opern.

## Werke
- Seeing Things (1981)
- How To Make Things Go Away (1979)
- Everyone Laughed When I Sat Down At The Piano
- Happy As Can Be (expected)!
- On Happiness and the Virtues of Field Transit (UA 1996)
- Gated Ghost Detection (mit G. Matamoros) (UA 2005)
- Life is Short and Getting Shorter All the Time (UA 2008)

## Diskografie
- Improvement, 1992
- eL/Aficionado, 1994
- Your Money My Life Goodbye, 1999
- Dust, 2000